# King's Cross St. Pancras (stanice metra v Londýně)
King's Cross St. Pancras je stanice londýnského metra, která se nachází v londýnské městské části Camden. Zaopatřuje dva hlavní londýnské železniční terminály – nádraží King’s Cross a St Pancras. Řadí se do tarifní zóny 1 (Travelcard Zone 1).

## Historie
První podzemní stanice na King's Cross byla otevřena v roce 1863 jako součást původní Metropolitan Railway. Následně, v letech 1868–1926, proběhla její přestavba.

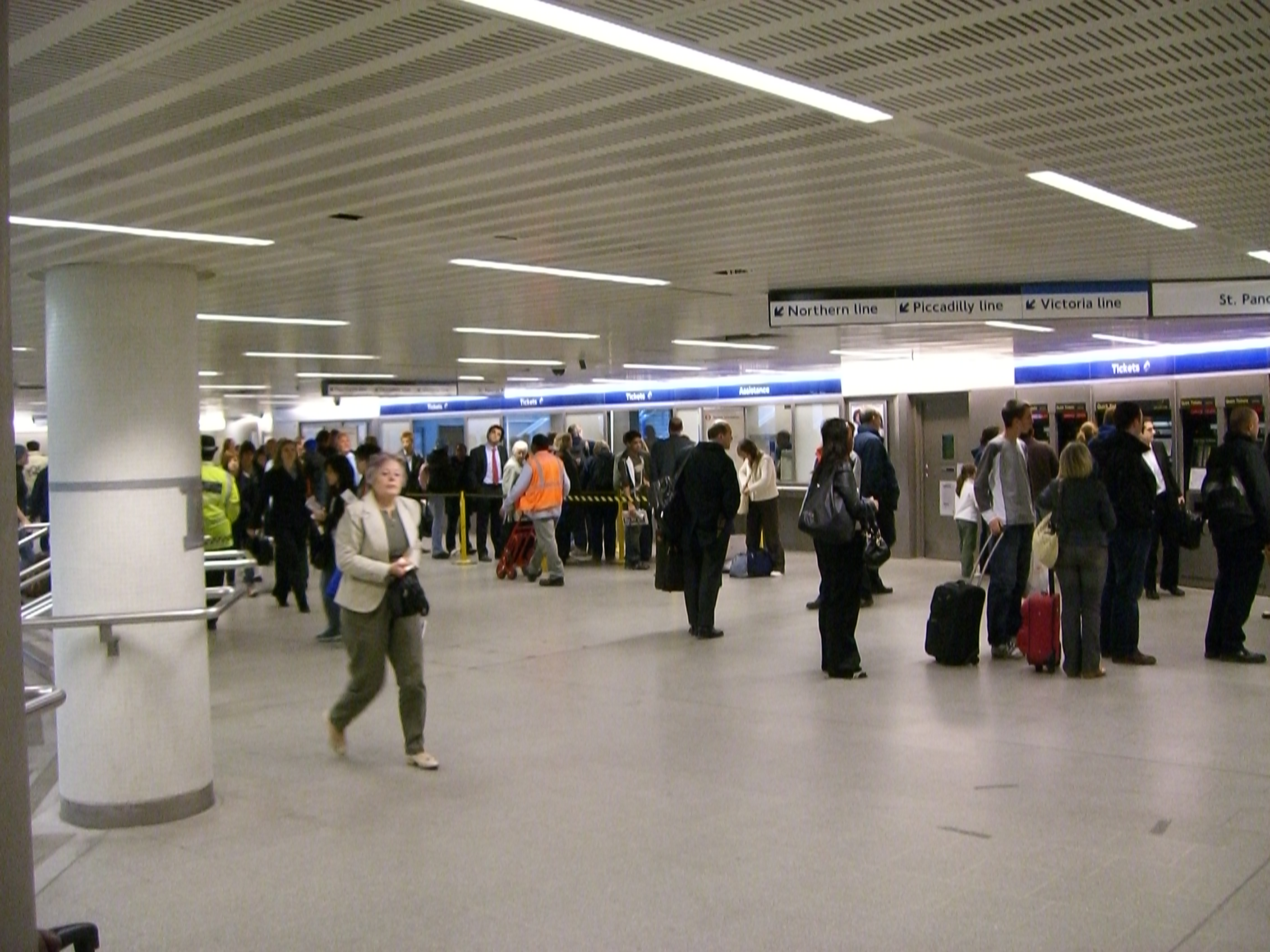
Vestibul stanice

Nástupiště tehdejší Great Northern, Piccadilly and Brompton Railway (současné Piccadilly Line) byla otevřena v prosinci 1906. Linka City & South London Railway (současná Northern Line) dosáhla King's Cross na jaře roku 1907. Nová nástupiště podpovrchových linek londýnskeho metra byla otevřena v roce 1941, s cílem ulehčení náporu cestujících, kteří přestupovali mezi podzemními a podpovrchovými linkami. Jejich část slouží pro železniční stanici King's Cross Thameslink.
Se zprovozněním druhého úseku Victoria Line byla 1. prosince 1968 otevřena její nástupiště na stanici King’s Cross St Pancras.

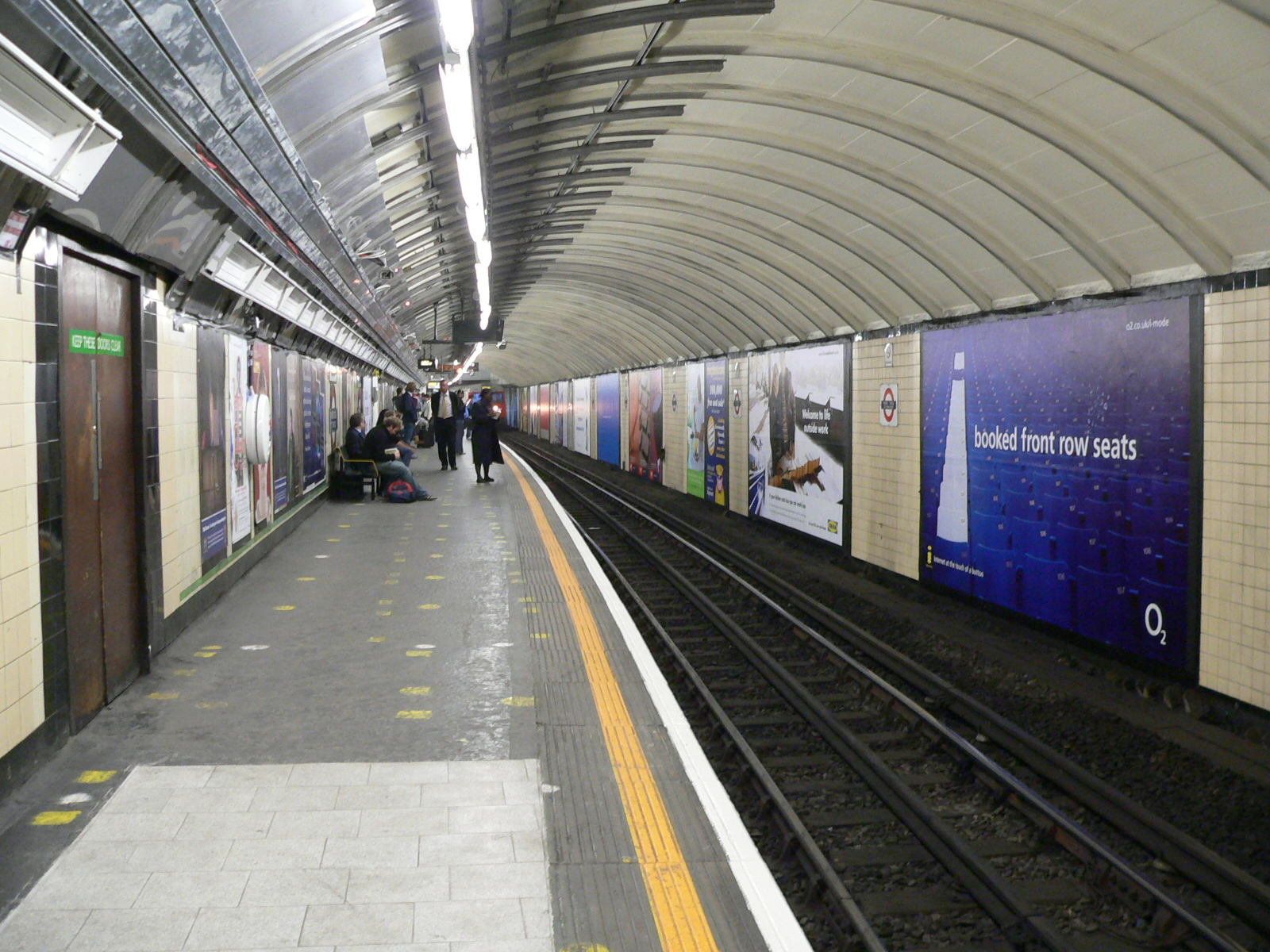
Nástupiště linek Circle, Metropolitan a Hammersmith & City Line

Velký požár stanici postihl 18. listopadu 1987. V jejích útrobách zemřelo 31 osob. Za příčinu byla označena zápalka vhozená do strojovny eskalátoru. V důsledku toho došlo ke zpřísnění bezpečnostních opatření a k nahrazení eskalátorů s dřevěnými schody.
Dne 7. července 2005 hrála stanice roli v teroristickém útoku, když se z jejích útrob rozešla čtveřice bombových atentátníků k nástupištím Circle Line, Piccadilly Line a na povrch do autobusové linky č. 30. Exploze si vyžádaly 52 lidských životů, z toho nejvíce obětí (26 osob) zemřelo ve vlaku Piccadilly Line mezi stanicemi King's Cross St. Pancras a Russel Square.

## Linky
Stanice King's Cross St. Pancras je jedním z hlavních přestupových uzlů londýnské dopravní sítě. Představuje součást linek:
- Northern Line – leží mezi stanicemi Euston a Angel.
- Piccadilly Line – leží mezi stanicemi Russell Square a Caledonian Road.
- Victoria Line – leží mezi stanicemi Euston a Higbury & Islington.
- Circle, Metropolitan a Hammersmith & City Line – leží mezi stanicemi Euston Square a Farringdon.

## Pamětihodnosti
V blízkosti stanice se nacházejí:
- Britská knihovna
- kostely St. Pancras Old Church a St. Pancras New Church